# Dendrobium decumbens
Dendrobium decumbens är en orkidéart som beskrevs av Rudolf Schlechter. Dendrobium decumbens ingår i släktet Dendrobium, och familjen orkidéer.

## Underarter
Arten delas in i följande underarter:
- D. d. decumbens
- D. d. stenophyllum